# Paraberotha acra
Paraberotha acra (лат.) — ископаемый вид сетчатокрылых насекомых из рода Paraberotha из семейства Rhachiberothidae. Обнаружены в нижнемеловых (неоком) ливанских янтарях Азии (Jezzine, Ливан).
Вместе с другими ископаемыми видами сетчатокрылых насекомых, такими как Gallosemidalis eocenica, Spinoberotha mickaelacrai, Alloberotha petrulevicii, Alboconis cretacica, Oisea celinea, Eorhachiberotha burmitica, Phthanoconis burmitica, Glaesoconis baliopteryx, Retinoberotha stuermeri, Chimerhachiberotha acrasarii являются одними из древнейших представителей Neuroptera, что было показано в 2007 году американскими палеоэнтомологами Майклом Энджелом (Engel M.) и Дэвидом Гримальди (Grimaldi D. A.).